# Rimabánya
Rimabánya (szlovákul Rimavská Baňa) község Szlovákiában, a Besztercebányai kerület Rimaszombati járásában.

## Fekvése
Rimaszombattól 15 km-re északra, a Rima partján fekszik.

## Története
A települést a 12.–13. században német arany és vasbányászok alapították. Első írásos említése „Bana" alakban 1270-ből származik. 1334-ben „Banya", 1456-ban „Rymabanya", 1596-ban „Ryma Banya alias Korona Banya" néven említik a korabeli források.
„Rimabánya eredetileg a kalocsai érsekség birtoka. 1268-ban már eléggé népes volt. 1266–1272 között a helység közelében, a Szinér-hegyen gazdag aranybányákra bukkantak, melyek mindegyre több bányászt vonzottak a vidékre. 1268-ban István kalocsai érsektől városi szabadalmakat nyert (Wenzel: II. 212.), 1270-ben pedig lakosai adóelengedésben részesültek. 1278-ban János érsek az előde által adott szabadalmakat megerősítvén, Rimabánya mindegyre jobban fejlődött. A bányák azonban idővel elveszítették jelentőségüket s így a város is hanyatlásnak indult. 1439-ben Rimabánya már az ajnácskői vár tartozéka, 1488-ban pedig már egyszerűen csak a guthi Ország család birtoka."
IV. Béla pénzt is veretett itt. 1334-ig a kalocsai érsekség birtoka. A 15. században Ajnácskő várának uradalmához tartozott, majd több nemesi család volt a birtokosa. A 16. és 17. században feldúlta a török.
A 18. század végén Vályi András így ír róla: „Rima Bánya. Elegyes falu Kis Hont Vármegyében, birtokos Ura Gróf Ráday Uraság, lakosai katolikusok, fekszik Rima Szombatnak szomszédságában. Határja középszerű, legelője, ’s fája mind a’ kétféle elég, Rima Szombatnak szomszédságában lévén, alkalmatos piatzozása, második Osztálybéli."
A 19. században a faluban vasércbánya és vasgyár működött. 1828-ban 68 házában 486 lakos élt. Lakói mezőgazdasággal, bognármesterséggel foglalkoztak.
A 19. század közepén Fényes Elek eképpen írja le: „Rima-Bánya, tót falu, Gömör és Kis-Hont egyesült vmegyékben, Rima-Szombat és Tiszólcz közt, a Rima mellett, a Szinecshegy tövében: 11 kath., 475 evang. lak. Evang. anyaszentegyház. Határa meglehetős, s még a tisztabuzát is megtermi; hegyei vassal s más ásványokkal bővelkednek; vizeiben sok halat, s különösen hires jó izű rákot fog. F. u. többen. Ut. p. Rimaszombat."
Borovszky monográfiasorozatának Gömör-Kishont vármegyét tárgyaló része szerint: „Rimabánya, rimavölgyi kisközség, körjegyzőségi székhely, 96 házzal és 512, nagyobbára tótajkú, ág. ev. h. vallású lakossal. E község 1334-ben a kalocsai érseké volt, azután pedig Széchi Tamásé. Hosszú ideig Ajnácskő várához tartozott, később azután a gr. Ráday, a palóczi Horváth, a Török, a br. Luzsénszky, Jekkelfalussy, Abaffy, Kovács, Berényi, Petényi családok között oszlott meg, most pedig a rimamurány-salgótarjáni vasmű r.-t.-nak van itt nagyobb birtoka. A község határában levő hegyek vasérczet és más ásványokat tartalmaznak. A hagyomány szerint hajdan aranybányái is voltak. A községházán őrzik II. Rákóczy Ferencznek 1703-ból való protectionális levelét, melyben Rimabánya és Rimazsaluzsány lakosainak személyi és vagyoni oltalmat biztosít. Az ág. h. ev. templom árpádkori építmény, melyet azonban az idők folyamán, a sok átalakítással elrontottak. 1856 április 17-én az egész község leégett. A faluban van posta, távíró és vasúti állomás."
A trianoni diktátumig Gömör-Kishont vármegye Rimaszombati járásához tartozott.
A szlovák nemzeti felkelés idején lakói a falutól délre tankcsapdákat ástak és 1944. októberében visszaverték a németek támadását.

## Népessége
| Év:            | 1994. | 2004.   | 2014.    | 2024.   |
| -------------- | ----- | ------- | -------- | ------- |
| Emberek száma: | 408   | 440     | 536      | 502     |
| Eltérés:       |       | +7,84 % | +21,81 % | -6,34 % |

| Év:            | 2023. | 2024.   |
| -------------- | ----- | ------- |
| Emberek száma: | 510   | 502     |
| Eltérés:       |       | -1,56 % |

1910-ben 534, többségben szlovák lakosa volt, jelentős magyar kisebbséggel.
2011-ben 534 lakosából 440 szlovák és 21 cigány.
2021-ben 528 lakosából 509 szlovák.

## Neves személyek
- Itt született 1690-ben Bodó Mátyás jogtudós, jogakadémiai tanár, táblabíró.
- Itt hunyt el 1748-ban Magulács Péter evangélikus lelkész.
- Itt született 1769-ben Juraj Palkovič szlovák költő.

## Nevezetességei
- Gótikus eredetű evangélikus erődtemploma magas dombon áll. A helyén már az Árpád-korban erődítmény volt. A templomot később barokkizálták. 14. századi monumentális gótikus freskója a Szent László legendát ábrázolja. Festett mennyezete 1670-ben készült.

## Külső hivatkozások
- Obce info
- E-obce.sk Archiválva 2008. június 6-i dátummal a Wayback Machine-ben
- Rimabánya Szlovákia térképén
- Rimabánya a régió honlapján
- A rimabányai gótikus templom
- A rimabányai erődtemplom
- A rimabányai templom